# Toxicological Sciences
Toxicological Sciences (abrégé en Toxicol. Sci.) est une revue scientifique mensuelle à comité de lecture qui publie des articles de recherches concernant la toxicologie.
D'après le Journal Citation Reports, le facteur d'impact de ce journal était de 3,854 en 2014. Les actuel directeurs de publication sont Matthew Campen et John Lipscomb.

## Histoire
Au cours de son histoire, le journal a changé son nom:
- Fundamental and Applied Toxicology, 1981-1997[3]